# 岩瀬 (松戸市)
岩瀬（いわせ）は、千葉県松戸市の地名。郵便番号は271-0076。

## 地理
松戸市の南東部、東日本旅客鉄道（JR東日本）常磐線・京成電鉄松戸線の松戸駅の東側に広がる。松戸中央公園などがある辺りは高台になっており、プラーレ松戸（イトーヨーカ堂松戸店）との連絡通路がプラーレの4階部分に繋がっていて、近隣との地形の高低差がある。この辺りの地域については相模台といわれる。
主に松戸中央公園や聖徳大学のある旧松戸競馬場→陸軍工兵学校跡の地域と住宅街が広がる地域に分かれる。
北側は小根本、緑ヶ丘、東側は胡録台、野菊野、松戸新田、南側と西側は松戸と接している。胡録台に岩瀬の飛び地がある。
また、岩瀬無番地という住所があり、千葉家庭裁判所・千葉地方裁判所松戸支部と松戸簡易裁判所が所在する（郵便番号はいずれも271-8522）。

## 歴史
岩瀬村誌によれば、1249年（建長元年）房総三カ国の守護職であった北条長時が岩瀬村に城を築き、その後1326年（嘉暦元年）に北条相模守高時が出家して岩瀬城に永らく住んだ。そのため付近の高台は相模台と言われるようになった。高時は1333年（正慶二年）に上野国で挙兵した新田義貞に攻められて鎌倉の東勝寺で自決し、この時に岩瀬城も落城した。その後、芳賀兵衛入道禅可や新田義徳などが住み、相模台一帯にはその間の合戦による犠牲者を葬った大小の塚が多数あった。

## 世帯数と人口
2019年（令和元年）12月31日現在の世帯数と人口は以下の通りである。
| 大字       | 世帯数    | 人口    |
| ---------- | --------- | ------- |
| 岩瀬       | 2,225世帯 | 4,308人 |
| 岩瀬無番地 | -         | -       |

## 小・中学校の学区
市立小・中学校に通う場合、学区は以下の通りとなる。（詳しい番地については小中学校通学区域を参照のこと）
| 大字 | 番地                         | 小学校                 | 中学校                 |
| ---- | ---------------------------- | ---------------------- | ---------------------- |
| 岩瀬 | 一部                         | 松戸市立相模台小学校   |                        |
| 岩瀬 | 614番地～621番地             | 松戸市立柿ノ木台小学校 |                        |
| 岩瀬 | 306番地～334番地、613番地    | 松戸市立和名ケ谷小学校 |                        |
| 岩瀬 | 613番地～619番地を除いた地域 |                        | 松戸市立第一中学校     |
| 岩瀬 | 613番地～619番地             |                        | 松戸市立和名ケ谷中学校 |

## 交通
鉄道路線は地区内には走っていない。最寄り駅は東日本旅客鉄道（JR東日本）常磐線・京成電鉄松戸線の松戸駅。

### バス
- 京成バス千葉ウエスト松戸東営業所[9]
  - 4、4A、4B、51A、53A、51、53系統:松戸駅東口 - 岩瀬十字路 - 岩瀬 - 各行先

### 道路

#### 一般国道
- 国道6号（水戸街道）

#### 主要地方道
- 千葉県道5号松戸野田線

#### 一般県道
- 千葉県道281号松戸鎌ケ谷線

## 施設

### 司法・行政
- 千葉地方裁判所・千葉家庭裁判所松戸支部（岩瀬無番地）
- 松戸簡易裁判所（岩瀬無番地）
- 松戸拘置支所
- 千葉地方法務局松戸支局
- 千葉地方検察庁松戸支部・千葉区検察庁

### 教育
- 聖徳大学
- 聖徳大学短期大学部
- 聖徳大学附属幼稚園
- 松戸市立第一中学校
- 松戸市立相模台小学校

### その他
- 岩瀬胡録神社
- 松戸中央公園
- 経世塚（国府台合戦の供養塚）[10]